# Regentes da Suécia

Carlos VIII (Karl Knutsson Bonde), regente da Suécia em 1438-1441

Quando não havia um rei, ou este estava indisponível para reinar, era nomeado temporariamente um chefe de estado com o título de riksföreståndare (regente do reino). Esta denominação foi introduzida na Suécia em 1438. Durante o período da União de Calmar – juntando as coroas da Dinamarca, Noruega e Suécia – esta designação era igualmente usada para o representante do rei no país em causa.
- Carlos VIII (Karl Knutsson Bonde) – 1438-1441
- Bengt e Nils Jönsson (Oxenstierna) – 1442-1443
- Nils Jönsson e Magnus Gren
- Bengt Jönsson e Nils Jönsson
- Jöns Bengtsson (Oxenstierna) e Erik Axelsson (Tott) – 1457
- Kettil Karlsson (Vasa) – 1464
- Kettil Karlsson, Jöns Bengtsson e Erik Axelsson – 1465–1467
- Sten Sture (Sten Sture den Äldre) – 1470–1497
- Sten Sture, Svante Nilsson (Svante Nilsson Sture), Érico Trolle e Sten Sture, o Moço (Sten Sture den yngre)- 1501–1520
- Gustav Vasa - 1521–1523
- Karl IX – 1599–1604
- Duque Karl - 1809